# 稲垣次郎
稲垣 次郎（いながき じろう、1933年10月3日 - 2024年1月18日）は、東京府出身の日本のサクソフォーン奏者、音楽プロデューサー。本名は稲垣幸雄。
『ハナ肇とキューバン・キャッツ（後の『ハナ肇とクレージーキャッツ』）』の初期メンバーとして知られ、確実な情報があるメンバーの中では最後の存命者だった。

## 来歴
独学でサックスを習得し、高校時代からプロとして活躍した。
ジョージ川口、白木秀雄、フランキー堺、八木正夫、沢田駿吾らと活動。
1962年、徳山陽（ピアノ）、荒川康男（ベース）らと「稲垣次郎クインテット」を結成した。
ジャズ評論家ヨアヒム・ベーレントは、米ジャズ専門誌「ダウン・ビート」の1962年12月6日号で、当時すでにトップサックスプレーヤーであった松本英彦、宮沢昭を引き合いに出す形で稲垣を称賛した。
1963年、ライオネル・ハンプトンの日本公演に参加した。
1969年、「稲垣次郎とソウル・メディア」を結成した。 
1970年9月に録音され、翌1971年1月に発表したスティーヴ・マーカスとの共作『サムシング』 は、世界初のデジタル録音によるアナログレコードである。
1972年、稲垣は以後ロックコンサートへは出演しないことを表明した。
1973年に発表した『イン・ザ・グルーヴ』は、ジャズ・ロック路線からジャズ・ソウル、ジャズ・ファンク路線へとシフトしていく過程で制作された作品である。
1975年、代表作とされる『ファンキー・スタッフ』を発表。稲垣自ら「ブラック・ファンクをやった」と語ったこの作品は、ジャズ・ロックにブラック・ミュージックの粘りや弾力が融合したものとなり、海外からも高い評価を得ている。
2000年代に入って再評価の機運が高まり、廃盤となっていた作品の再発が続いている。
2024年1月18日、肺炎で死去した。90歳没。

## ディスコグラフィ

### アルバム
| 発表年月   | タイトル                                            | レーベル         | 備考                                                                    | 共演者        |
| ---------- | --------------------------------------------------- | ---------------- | ----------------------------------------------------------------------- | ------------- |
| 1970年11月 | 真夏の夜のロック Jazz & Rock "Out"                  | 日本コロムビア   | ライブ・アルバム 日比谷野外サマー・コンサート                           | [ 共演者 1 ]  |
| 1970年     | ウッドストック・ゼネレイション Woodstock Generation | ユニオンレコード | レコード会社が異なるためクレジット表記なし                              |               |
| 1970年     | Head Rock                                           | 日本コロムビア   |                                                                         | [ 共演者 2 ]  |
| 1971年1月  | サムシング Something                                | 日本コロムビア   | スティーヴ・マーカスとの共作 世界初のデジタル録音によるアナログレコード | [ 共演者 3 ]  |
| 1971年     | 明日にかける橋 Bridge Over Troubled Water           | 日本コロムビア   |                                                                         | [ 共演者 4 ]  |
| 1971年     | 女友達 Wandering Birds                              | 日本コロムビア   |                                                                         | [ 共演者 5 ]  |
| 1971年     | Rock'n Latin                                        | 日本コロムビア   | 東京キューバン・ボーイズとのコンピレーション・アルバム                  |               |
| 1972年6月  | 道祖神 -やぶにらみ民謡考- Dosojin                   | 日本コロムビア   |                                                                         | [ 共演者 6 ]  |
| 1972年6月  | さようならの紅いバラ/瀬戸の花嫁                     | 日本コロムビア   |                                                                         |               |
| 1972年7月  | 純潔/ひとりじゃないの                               | 日本コロムビア   |                                                                         |               |
| 1972年10月 | 街は風の港 Dock of My Mind                          | 日本コロムビア   | 沢田靖司のリーダー作品                                                  | [ 共演者 7 ]  |
| 1972年10月 | Woman, Robinson Crusoe/Rock Steady                  | 日本コロムビア   |                                                                         | [ 共演者 8 ]  |
| 1973年4月  | バイ・ザ・レッド・ストリーム                        | 日本コロムビア   |                                                                         | [ 共演者 9 ]  |
| 1973年6月  | オメルタ（沈黙）の掟 The Underground Rulers         | 日本コロムビア   |                                                                         | [ 共演者 10 ] |
| 1973年7月  | イン・ザ・グルーヴ In the Groove                    | 日本コロムビア   |                                                                         | [ 共演者 11 ] |
| 1975年1月  | ファンキー・スタッフ Funky Stuff                    | 日本コロムビア   |                                                                         | [ 共演者 12 ] |
| 1981年     | メモリー・レーン Memory Lane                        | 日本コロムビア   |                                                                         | [ 共演者 13 ] |

| 発表年月 | タイトル                                     | レーベル       | 備考 | 共演者 |
| -------- | -------------------------------------------- | -------------- | ---- | ------ |
| 1968年   | 知りすぎたのね                               | 日本コロムビア |      |        |
| 1969年   | 恋と夜とテナー・サックス                     | 日本コロムビア |      |        |
| 1969年   | テナー・サックス・スクリーン・ムード         | 日本コロムビア |      |        |
| 1969年   | 思案橋のひと/年上の女                        | 日本コロムビア |      |        |
| 1969年   | 港町ブルース/粋なうわさ                      | 日本コロムビア |      |        |
| 1971年   | ジュークボックス ヒット・ヒット！ -男の世界- | 日本コロムビア |      |        |
| 1971年   | Tenor Sax                                    | 日本コロムビア |      |        |

| 発表年月 | タイトル                                        | レーベル       | 備考 | 共演者 |
| -------- | ----------------------------------------------- | -------------- | ---- | ------ |
| 1969年   | Beatles Hit! Hit!                               | 日本コロムビア |      |        |
| 1969年   | R&Bのすべて R&Bベスト・ヒット・14 All about R&B | 日本コロムビア |      |        |
| 1970年   | Do You Know the Way to San Jose?                | 日本コロムビア |      |        |

| 発表年月   | タイトル       | レーベル       | 備考 | 共演者 |
| ---------- | -------------- | -------------- | ---- | ------ |
| 1971年12月 | All Hit Party! | 日本コロムビア |      |        |

| 発表年月  | タイトル   | レーベル       | 備考 | 共演者        |
| --------- | ---------- | -------------- | ---- | ------------- |
| 1975年9月 | Funky Best | 日本コロムビア |      | [ 共演者 14 ] |

| 発表年月 | タイトル | レーベル       | 備考 | 共演者        |
| -------- | -------- | -------------- | ---- | ------------- |
| 1981年   | Jazzy    | 日本コロンビア |      | [ 共演者 15 ] |

## 共演者
1. ↑  鈴木重男（アルトサックス）、原田忠幸（バリトンサックス）、鈴木武久（テナーサックス）、伏見哲夫（トランペット）、大野俊三（テナーサックス）、今井尚（トロンボーン）、堂本重道（トロンボーン）、今田勝（オルガン）、川崎燎（ギター）、荒川康男（ベース）、田畑貞一（ドラムス）
2. ↑  伏見哲夫（トランペット）、川崎燎（ギター）、今田勝（オルガン）、荒川康男（ベース）、田畑貞一（ドラムス）
3. ↑  スティーヴ・マーカス（テナー、ソプラノサックス）、川崎燎（ギター）、佐藤允彦（ピアノ）、荒川康男（ベース）、田中清司（ドラムス）
4. ↑  佐藤允彦（ピアノ、編曲）、川崎燎（ギター）、荒川康男（ベース）、石松元（ドラムス）、田中清司（パーカッション）、大野俊三（トランペット）、中沢忠孝（トロンボーン）、原田忠幸（バリトンサックス）、猪俣猛（ドラムス）
5. ↑  サミー（ボーカル）、荒川康男、佐藤允彦、柳田ヒロ
6. ↑  沢田靖司（ボーカル）、小山恭弘（編曲）
7. ↑  沢田靖司（ボーカル）
8. ↑  サミー（ボーカル）
9. ↑  鈴木重男（アルトサックス）、原田忠幸（バリトンサックス）、大野俊三（テナーサックス）、鈴木武久（テナーサックス）、伏見哲夫（トランペット）、野村毅（テナーサックス）、堂本重道（トロンボーン）、中沢忠孝（トロンボーン）、臼井和雄（トロンボーン）、松木恒秀（ギター）、今田勝（ピアノ、オルガン）、鈴木宏昌（ピアノ）、荒川康男（ベース）、石松元（ドラムス）
10. ↑  一文字辰也（浪曲）、浪花家辰丸（台詞）
11. ↑  蒲池猛（ピアノ）、今井尚（トロンボーン）、松木恒秀（ギター）、岡沢章（ベース）、石松元（ドラムス）
12. ↑  鈴木宏昌（ピアノ）、今井尚（トロンボーン）、安川ひろし（ギター）、岡沢章（ベース）、石松元（ドラムス）
13. ↑  前田憲男（キーボード）、松本博（キーボード）、渡嘉敷祐一（ドラムス）、岡沢章（ベース）、立山健彦（ギター）、数原晋（トランペット）、佐野健一（トランペット）、吉岡孝時（トランペット）、橋田章（トランペット）、川口日出男（トロンボーン、フルート）、原田忠幸（バリトンサックス）、大野えり（ボーカル）、シンガーズ・スリー（ボーカル）
14. ↑  鈴木宏昌
15. ↑  大野雄二（ピアノ）、稲葉国光（ベース）、杉本喜代志（ギター）、伏見哲夫（トランペット）、石松元（ドラムス）